# 타파웨어

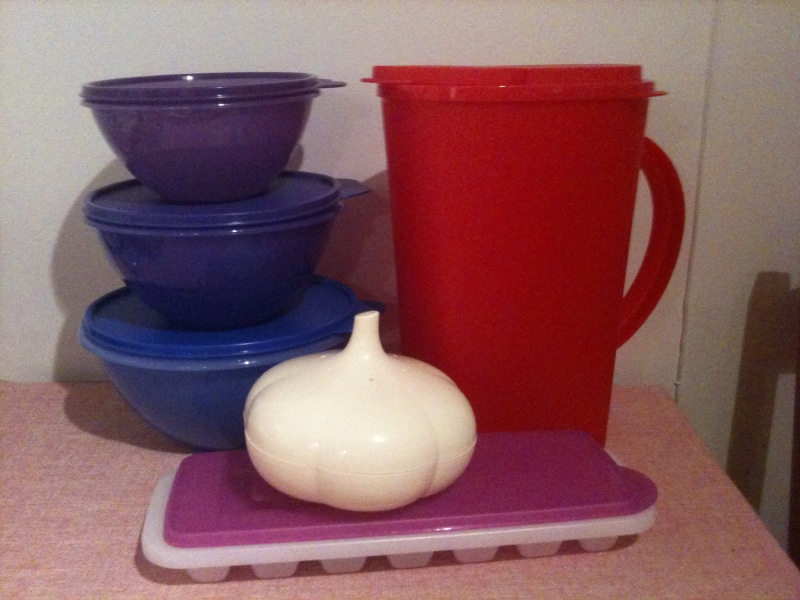
타파웨어 용기 (2011년)

타파웨어(Tupperware, 터퍼웨어)는 부엌과 가정에서 사용할 수 있는 용기 및 제품들을 아우르는 미국의 가정용 제품 계열이다. 1942년, 얼 터퍼가 최초의 종 모양 용기를 개발했다. 해당 브랜드 제품들은 1946년 대중에 선보였다.
"타파웨어"라는 이름은 덮개가 있는 플라스틱이나 유리류 음식 용기를 가리키는 것으로 보통명칭화되었다.
2013년, 타파웨어의 최상위 시장은 인도네시아였으며 독일이 그 뒤를 이었다. 인도네시아의 2013년 판매량은 $200m 이상에 달했다.

## 같이 보기
- 상표의 보통명칭화